# Claire Danes
Claire Catherine Danes (Nova York, 12 d'abril de 1979) és una actriu de cinema estatunidenca, guanyadora de quatre Globus d'Or, tres Emmy i dos Screen Actors Guild. És coneguda mundialment per la seva premiada interpretació a la sèrie de televisió Homeland, pel seu paper de Julieta a Romeo + Juliet, amb Leonardo DiCaprio, a més dels seus rols a Little Women (Donetes), Les Misérables (Els Miserables), The Hours, i la recent Stardust. L'any 1995 va ser la guanyadora d'un Globus d'Or com a millor actriu de sèrie dramàtica, i ha participat en diverses sèries de televisió i en més de 25 pel·lícules. Danes es considera una de les millors actrius de la seva generació. Ha treballat amb actors i directors de gran rellevància, com ara Jodie Foster, Francis Ford Coppola, Oliver Stone o Baz Luhrmann.

## Biografia
És filla de Chris Danes, fotògraf i consultor informàtic, i Carla Danes, cuidadora i pintora. Té un germà gran, Asa, que treballa d'advocat. Als sis anys va començar a estudiar dansa moderna, i als deu va accedir al Lee Strasberg Theatre Institute. Després, va desenvolupar els seus estudis a la Dalton School, la New York City Lab School for Collaborative Studies, la Professional Performing Arts School de Nova York i el Lycée Français de Los Angeles, a Los Angeles. Va fer el seu debut al món de la interpretació als 11 anys, l'any 1990, amb Dreams of Love. Més tard va participar en episodis de Llei i ordre i Lifestories, families in crisis. A més, també ha pres part en els curtmetratges The Pesky Suitor i Dead Man's Jack. Però, sense cap mena de dubte, el paper que la va donar a conèixer va ser el d'Angela Case, protagonista de la sèrie de televisió My So-Called Life. Per aquest rol, Danes va obtenir un Globus d'Or i una nominació als Emmy.

### Debut al cinema
A la pantalla gran, la seva carrera s'inicia amb Little Women (1994), juntament amb Winona Ryder, Susan Sarandon, Kirsten Dunst i Christian Bale. Després d'aquesta, va obtenir papers petits a How to make an American Quilt (1995), Home for the holidays (1995, dirigida per Jodie Foster) i els drames I Love You, I Love You Not (1996), amb Jude Law i Jeanne Moreau, i To Gillian on her 37th Birthday (1996), amb Peter Gallagher i Michelle Pfeiffer.
Aquell mateix any, el 1996, la popularitat de l'actriu Claire Danes va augmentar notablement gràcies al seu paper de Julieta a la pel·lícula de Baz Luhrmann, Romeo + Juliet (1996) que va protagonitzar juntament amb Leonardo DiCaprio. La pel·lícula va resultar un gran èxit de públic. Poc després, Danes va treballar sota les ordres de Francis Ford Coppola a The Rainmaker (1996), amb Matt Damon i Danny DeVito. La pel·lícula es va convertir en un altre gran èxit de recaptació, i va demostrar la capacitat de la jove actriu per interpretar papers complexos. Més tard també va treballar amb Oliver Stone a U-turn (1997) amb Sean Penn, Joaquin Phoenix i Jennifer Lopez. El mateix any va oferir la seva veu als personatges d'animació de Princess Mononoke.
El 1998, va participar en Polish Wedding juntament amb Gabriel Byrne i Lena Olin, i a Les Misérables, amb Liam Neeson, Geoffrey Rush i Uma Thurman. Més tard li arribarien dos papers com a protagonista: a The Mod Squad (1999) i Brokedown Palace (2000).

### Consagració i estudis universitaris
A partir de llavors, l'actriu va estudiar la carrera de Psicologia a la Universitat Yale, alternant els estudis amb els treballs al cinema. Durant aquest període va participar en Igby Goes Down (2002); l'oscaritzada pel·lícula de Stephen Daldry, The Hours (2002), amb Meryl Streep, Julianne Moore, Nicole Kidman i Ed Harris. Un any més tard l'actriu va repetir amb Joaquin Phoenix i Sean Penn a It's All About Love (2003), i va fer un cameo a The Rage in Placid Lake (2003). Juntament amb Arnold Schwarzenegger, va participar en la reeixida tercera part de Terminator, Terminator 3: The Rise of the machines (2003). Aquest va suposar el primer paper de l'actriu al cinema d'acció.
Després de l'èxit d'aquesta superproducció, Danes va treballar a Bellesa prohibida (2004), amb Billy Crudup (amb qui va mantenir una relació sentimental de tres anys), Rupert Everett i Ben Chaplin. L'any 2005 va treballar amb Steve Martin a l'aclamada Shopgirl, i amb Sarah Jessica Parker, Diane Keaton, Luke Wilson i Dermot Mulroney a la comèdia romàntica The Family Stone.
Durant la primavera de 2007 fou la imatge de la campanya publicitària de la marca GAP. El mateix any va protagonitzar a Broadway la coneguda obra de teatre Pygmalion, que va tenir un gran èxit de públic. A més va estrenar Evening, amb un paper protagonista, compartint pantalla amb actors de la talla de Meryl Streep, Vanessa Redgrave, Glenn Close, Toni Collette i Hugh Dancy (amb qui es casaria dos anys més tard); Stardust, amb Michelle Pfeiffer, Robert De Niro i Sienna Miller i, per acabar, The Flock, juntament amb Richard Gere i Avril Lavigne. L'any 2008 fou la imatge de la nova col·lecció de joies de la prestigiosa casa Gucci.
L'any 2010 Danes acaba d'estrenar Me and Orson Welles, pel·lícula que protagonitza amb el popular actor Zac Efron, per la qual ha estat preseleccionada per competir al Premi BAFTA a la Millor Actriu Secundària. A més acaba d'estrenar Temple Grandin, un llargmetratge de televisió per a la cadena americana HBO, en el paper protagonista amb Julia Ormond. La seva interpretació d'una jove autista li ha atorgat un cop més el suport de la crítica, a més de la nominació als Premis Emmy 2010. L'actriu ha estat qualificada per Steven Spielberg com una de les millors de la seva generació.

## Treballs
Pel·lícules
- Dreams of Love (1990)[1]
- Little Women (1994) - Beth March
- How to Make an American Quilt (1995) - Glady Joe Cleary
- A casa per vacances (Home for the Holidays) (1995) - Kitt Larson
- I Love You, I Love You Not (1996) - Daisy/jove Nana
- Romeo + Juliet (1996) - Julieta Capulet
- Feliç aniversari, amor meu (To Gillian on her 37th Birthday) (1996) - Rachel Lewis
- Princess Mononoke (1997) - San (veu)
- U Turn (1997) - Jenny
- The Rainmaker (1997) - Kelly Riker
- Els miserables (Les Misérables) (1998) - Cosette
- Polish Wedding (1998) - Hala
- The Mod Squad (1999) - Julie Barnes
- Brokedown Palace (1999) - Alice Marano
- Igby Goes Down (2002) - Sookie Sapperstein
- The Hours (2002) - Julia Vaughn
- It's All About Love (2003) - Elena
- The Rage In Placid Lake (2003) - noia del seminari
- Terminator 3 (2003) - Katherine Brewster
- Bellesa prohibida (Stage Beauty) (2004) - Maria
- Shopgirl (2005) - Mirabelle Buttersfield
- La joia de la família (The Family Stone) (2005) - Julie Morton
- The Flock (2007) - Allison
- Stardust (2007) - Yvaine
- Evening (2007) - jove Ann Grant
- Me and Orson Welles (2009) - Sonja Jones
- As cool as I am (2013) - Lainee Diamond

Curtmetratges
- The Pesky Suitor (1995) - Lisa
- Dead Man's Jack (1995)

Televisió
- Law & order (1992) - Tracy Brandt (1 episodi)
- Lifestories: Families in crisis (1994) - Katie Leiter (1 episodi)
- My So-Called Life (1994) - Angela Chase
- Temple Grandin (2010) - Temple Grandin
- Homeland (2011 - 2020) - Carrie Mathison

Publicitat
- The Boyfriend Trousers (GAP) (2007)
- Gucci (2008)
- Latisse (2010)
- Audi (2013)

Vídeos musicals
- Soul Asylum - Just Like Anyone (1995) - Àngel sense nom

## Premis
| Blockbuster Entertainment Awards    | Blockbuster Entertainment Awards                        | Blockbuster Entertainment Awards | Blockbuster Entertainment Awards |
| Any                                 | Categoria                                               | Sèrie                            | Resultat                         |
| ----------------------------------- | ------------------------------------------------------- | -------------------------------- | -------------------------------- |
| 1998                                | Actriu secundària preferida - Drama                     | The Rainmaker                    | Candidata                        |
| Emmy                                |                                                         |                                  |                                  |
| 1994                                | Millor actriu principal - Sèrie dramàtica               | My So-Called Life                | Candidata                        |
| 2010                                | Millor actriu principal - Minisèrie                     | Temple Grandin                   | Guanyadora                       |
| 2012                                | Millor actriu - Sèrie dramàtica                         | Homeland                         | Guanyadora                       |
| 2013                                | Millor actriu - Sèrie dramàtica                         | Homeland                         | Guanyadora                       |
| Globus d'Or                         |                                                         |                                  |                                  |
| 1995                                | Millor actriu - Sèrie dramàtica                         | My So-Called Life                | Guanyadora                       |
| 2011                                | Millor actriu - Minisèrie o telefilm                    | Temple Grandin                   | Guanyadora                       |
| 2012                                | Millor actriu - Sèrie dramàtica                         | Homeland                         | Guanyadora                       |
| 2013                                | Millor actriu - Sèrie dramàtica                         | Homeland                         | Guanyadora                       |
| London Critics Circle Film Award    |                                                         |                                  |                                  |
| 1998                                | Actriu de l'any                                         | Romeo + Juliet                   | Guanyadora                       |
| MTV Movie Awards                    |                                                         |                                  |                                  |
| 1997                                | Millor interpretació femenina                           | Romeo + Juliet                   | Guanyadora                       |
| Phoenix Film Critics Society Awards |                                                         |                                  |                                  |
| 2003                                | Millor repartiment                                      | The Hours                        | Candidata                        |
| Satellite Awards                    |                                                         |                                  |                                  |
| 2005                                | Millor actriu - Comèdia/musical                         | Shopgirl                         | Candidata                        |
| Screen Actors Guild Award           |                                                         |                                  |                                  |
| 2003                                | Millor repartiment - Pel·lícula                         | The Hours                        | Candidata                        |
| premis Young Artist                 |                                                         |                                  |                                  |
| 1995                                | Millor repartiment jove - Televisió                     | My So-Called Life                | Guanyadora                       |
| 1995                                | Millor actriu jove en paper coprotagonista - pel·lícula | Little Women                     | Candidata                        |
| 1996                                | Millor actriu jove en paper protagonista - pel·lícula   | Home for the Holidays            | Candidata                        |
| 1997                                | Millor actriu jove de repartiment - pel·lícula          | To Gillian on Her 37th Birthday  | Guanyadora                       |
| YoungStar Awards                    |                                                         |                                  |                                  |
| 1997                                | Millor actriu jove - Drama                              | Romeo + Juliet                   | Guanyadora                       |